# Slarang
Slarang is een bestuurslaag in het regentschap Cilacap van de provincie Midden-Java, Indonesië. Slarang telt 9992 inwoners (volkstelling 2010).